# Gene Vincent

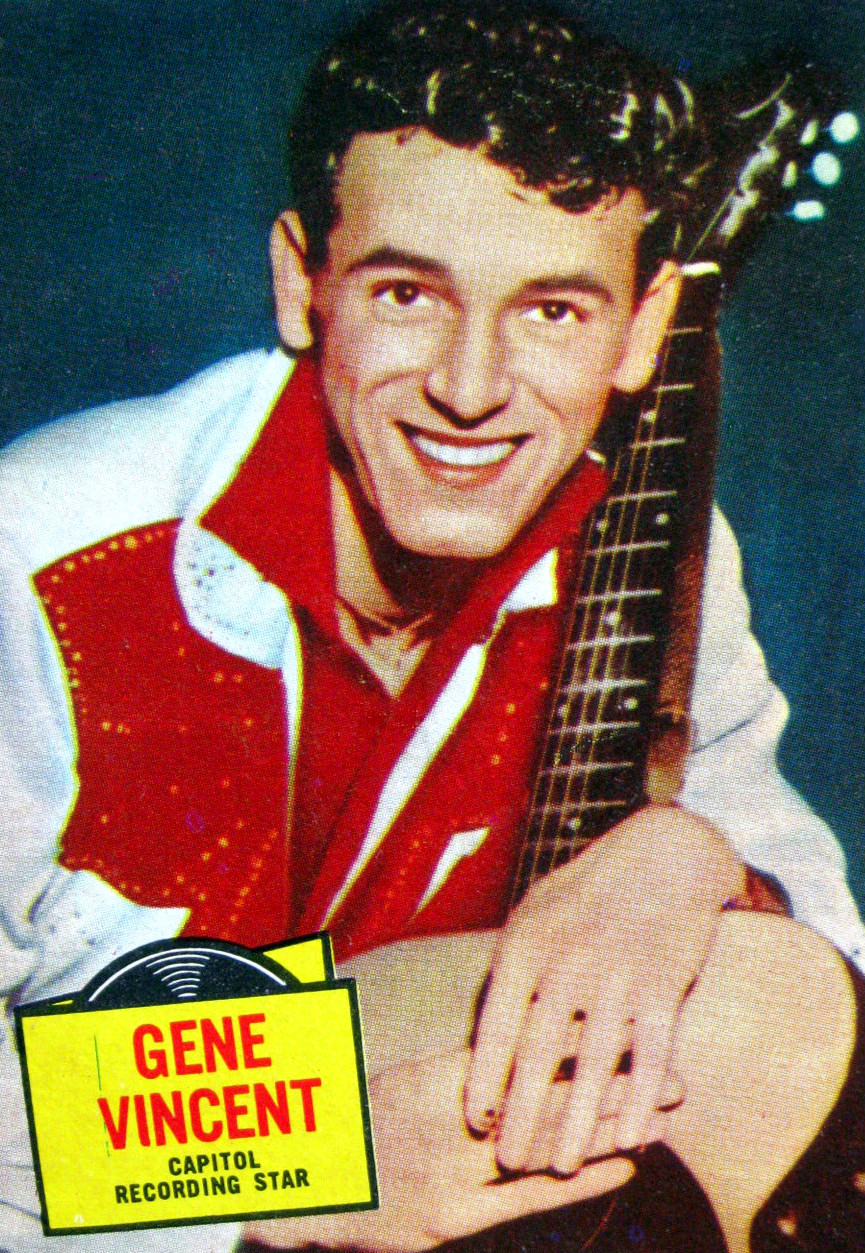
Gene Vincent (1957)

Gene Vincent, egentligen Vincent Eugene Craddock, född 11 februari 1935 i Norfolk i Virginia, död 12 oktober 1971 i Los Angeles i Kalifornien, var en amerikansk rockmusiker inom rockabilly.
Gene Vincent etablerade sig som en rock'n'roll-rebell. Hans band Gene Vincent and the Blue Caps gjorde braksuccé med sången "Be-Bop-A-Lula" 1956. Andra hits blev "Blue Jean Bop", "Race With the Devil", "Dance to the Bop", "Crazy Legs" och "Lotta Lovin". Gene Vincent invaldes i Rock and Roll Hall of Fame år 1998. 1960 överlevde han en allvarlig bilolycka i Chippenham i Wiltshire i England som dödade hans vän och rock n'roll-kollega Eddie Cochran. Gene Vincent blev svårt skadad med flera brutna ben och revben.
13 oktober 1964 gjorde Gene Vincent ett Sverigebesök. Han gjorde ett framträdande i Kungliga Tennishallen med det engelska bandet The Hi Grades. 
Gene Vincent avled i brustet magsår under ett besök hos sin far.

## Diskografi (i urval)
Album
- Bluejean Bop (1956)
- Gene Vincent and the Bluecaps (1957)
- Gene Vincent Rocks and the Bluecaps Roll (1958)
- Teenage Rock (1958)
- A Gene Vincent Record Date (1958)